# キサントシン三リン酸
キサントシン三リン酸(Xanthosine triphosphate、XTP)は、生細胞では作られず、既知の機能もないヌクレオチドである。一般的に、実験でのXTPの利用は、酵素が他のヌクレオチドに結合することを制限する。プリン塩基の脱アミノ化は、ITP、dITP、XTP、dXTP等のヌクレオチドの蓄積をもたらす。